# ناهیتان ناندس
ناهیتان میچل ناندس آکوستا (اسپانیایی: Nahitan Michel Nández Acosta‎؛ زادهٔ ۲۸ دسامبر ۱۹۹۵) بازیکن فوتبال اهل اروگوئه است که در باشگاه فوتبال القادسیه بازی می کند. 
از باشگاه‌هایی که در آن بازی کرده‌است می‌توان به پنیارول، بوکا جونیورز و کالیاری اشاره کرد.
وی همچنین در تیم ملی فوتبال اروگوئه بازی کرده‌است.

## ویژگی فنی
او قبل از عقب نشینی از موقعیت خود و انطباق با نقش بازیساز کم در مقابل خط دفاعی ، به عنوان یک هافبک تهاجمی کلاسیک متولد شد . با این حال ، او همچنین می تواند به عنوان هافبک یا وینگر راست استفاده شود .او به هیکلی كوچك اما جمع و جور مجهز است ، او دیدی عالی از بازی را با پویایی و پرخاشگری قابل توجهی تركیب می كند ،كه او را به هافبك خوبی تبدیل می كند تا در هر دو مرحله بازی مهارت در توپ و فرودهای زنجیره ای ،دریبل زدن خوب و یک پاس خوب دارد ، و همچنین یک شوت عالی از راه دور. بازیکنی با شخصیت عالی  حتی در صورت فشار ، در محافظت و مدیریت توپ نیز عالی عمل می کند. او همچنین در بازیابی توپ ها تبحر دارد. همچنین برای دویدن متمایز است ، این یک ورزشکار است که عادت دارد تعداد زیادی کیلومتر در هر بازی را طی کند.

## زندگی شخصی
وی به دلیل اصالت خود دارای گذرنامه ایتالیایی است.

## افتخارات
پنیارول
- لیگ برتر فوتبال اروگوئه(۱): ۲۰۱۶-۲۰۱۵

جونیورز
- لیگ برتر فوتبال آرژانتین(۱): ۲۰۱۸-۲۰۱۷

- سوپر جام فوتبال آرژانتین(۱): ۲۰۱۸